# تفجير غازي عنتاب (مايو 2016)
في يوم 1 مايو 2016، إنفجرت سيارة مفخخة في مدينة غازي عنتاب التركية. وقع التفجير في الساعة 09:17 (UTC + 3) أمام مقر الشرطة على طول طريق شارع البروفوسور الدكتور معمر أكسوي. اسفر التفجير عن مقتل 2 من أفراد الشرطة اصابة و 22 شخصا منهم 18 من أفراد الشرطة و 4 مدنيين وقد قتل الجاني في التفجير.